# Бетоле (Бергамо)
Бетоле је насеље у Италији у округу Бергамо, региону Ломбардија.
Према процени из 2011. у насељу је живело 112 становника. Насеље се налази на надморској висини од 191 м.